# NSV重機関銃
NSV重機関銃（ロシア語: НСВ Никитина-Соколова-Волкова）は、第二次世界大戦後にソビエト連邦が開発した口径12.7mmの重機関銃である。

## 概要
NSV重機関銃は、第二次世界大戦後の1969年に、DShK38重機関銃の後継としてグリゴリー・ニキーチン、ユーリー・ソコロフ、ウラジミール・ヴォルコフの3名が合同で開発した。基本設計は1950年代から1960年代にかけて試作された汎用機関銃のもので、この時には競合相手のPK機関銃に敗れている。本銃が1971年にソビエト連邦軍に制式採用された際、3人のファミリーネームの頭文字をとってНСВ（ラテン文字：NSV）と命名された。
NSVの本体重量は23kgと、DShK38の34kgに比べて3分の2に軽量化されている。歩兵用に設計された重量41kgの三脚架のほか、KPV 重機関銃の代わりにZPU-1の対空砲架に搭載したり、T-64やT-72・T-80といった主力戦車の砲塔上や車両のターレットに搭載して運用する。
NSVの生産工場はカザフ・ソビエト社会主義共和国に存在していたため、1991年のソビエト連邦の崩壊でカザフスタンが独立するとロシア連邦軍が補修部品を入手するのが困難になった。さらに、ロシア連邦軍はより命中精度の高い12.7mm重機関銃を要求し、ロシア連邦は1998年に新たに開発されたKord重機関銃を制式採用したので、近いうちにロシア連邦軍のNSVはすべて退役する予定である。
NSVは、ソビエト連邦以外ではブルガリア・インド・ポーランド・ユーゴスラビア（セルビア）･フィンランドでライセンス生産されている。

## 派生型
NSVT
車載型で、戦車の砲塔上などに搭載する。
ツァスタバ M87
セルビアのツァタバ・アームズでライセンス生産されたモデル。M-84戦車などに搭載している。2025年時点でも、ツァスタバ・アームズ社の製品一覧に掲載されている。
WKM-B
ポーランドが開発した派生形で、NATO加盟国で一般的な重機関銃であるブローニングM2と同じ12.7x99mm弾（.50BMG）を使用する。

## ギャラリー

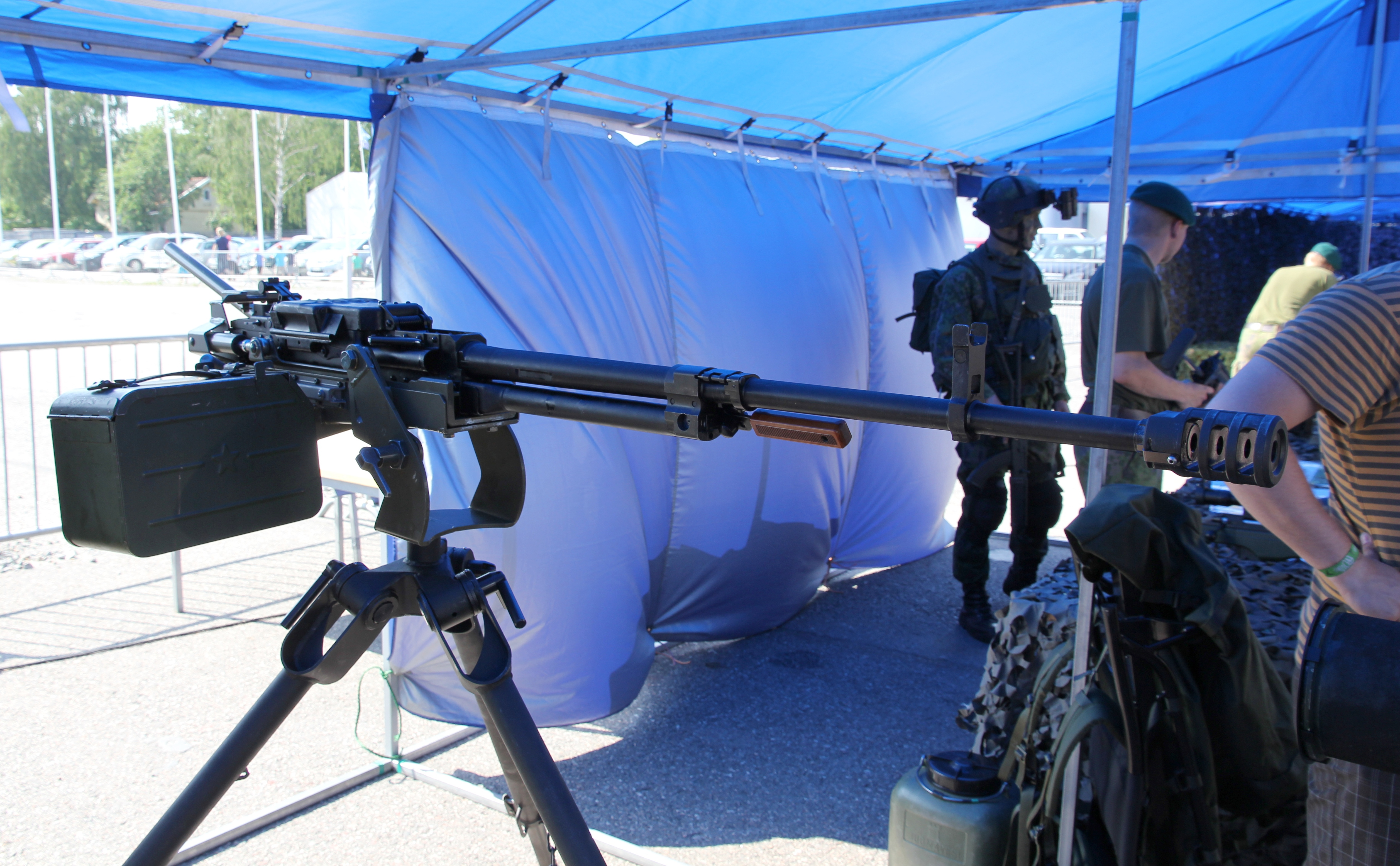
展示されるNSV（フィンランド軍のもの）
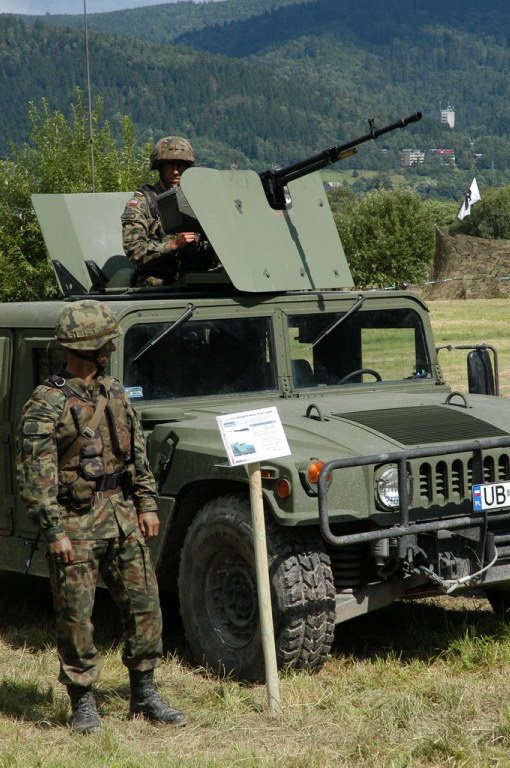
ポーランド陸軍のハンヴィーに車載されたNSV
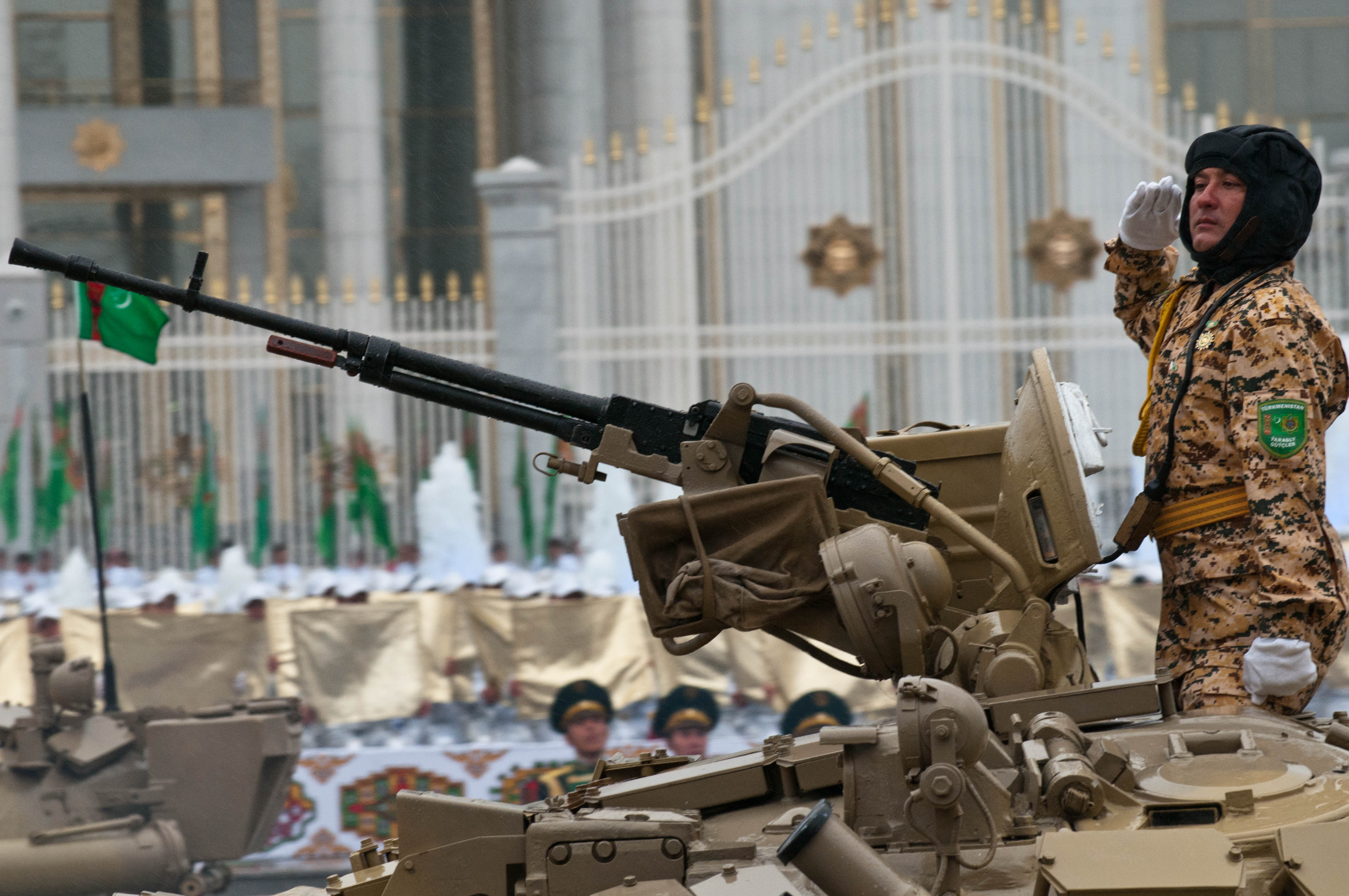
トルクメニスタン陸軍のT-72戦車に車載されたNSVT
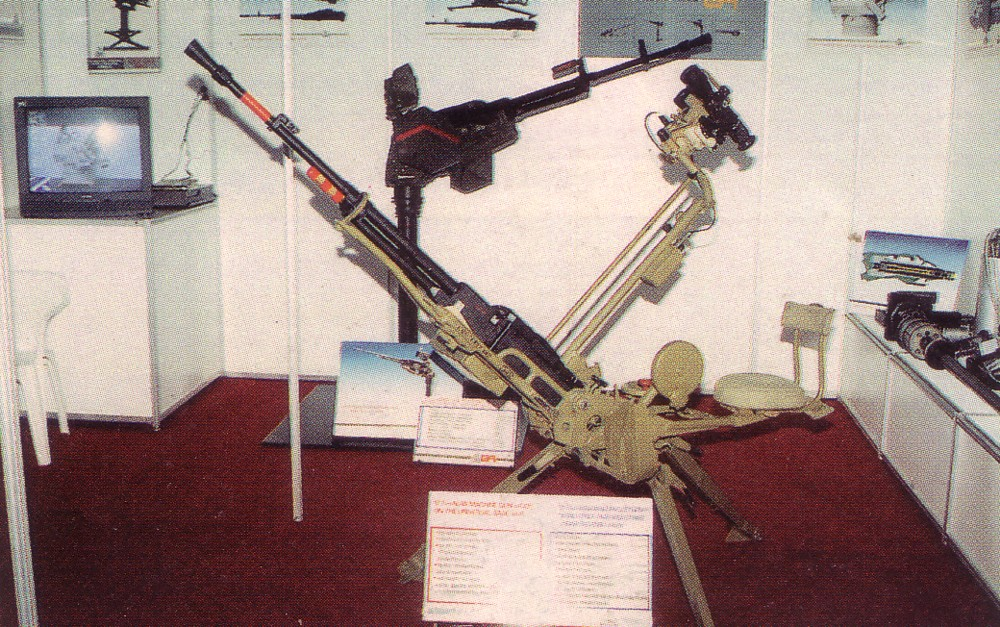
ZPU-1の対空砲架に搭載されたNSV
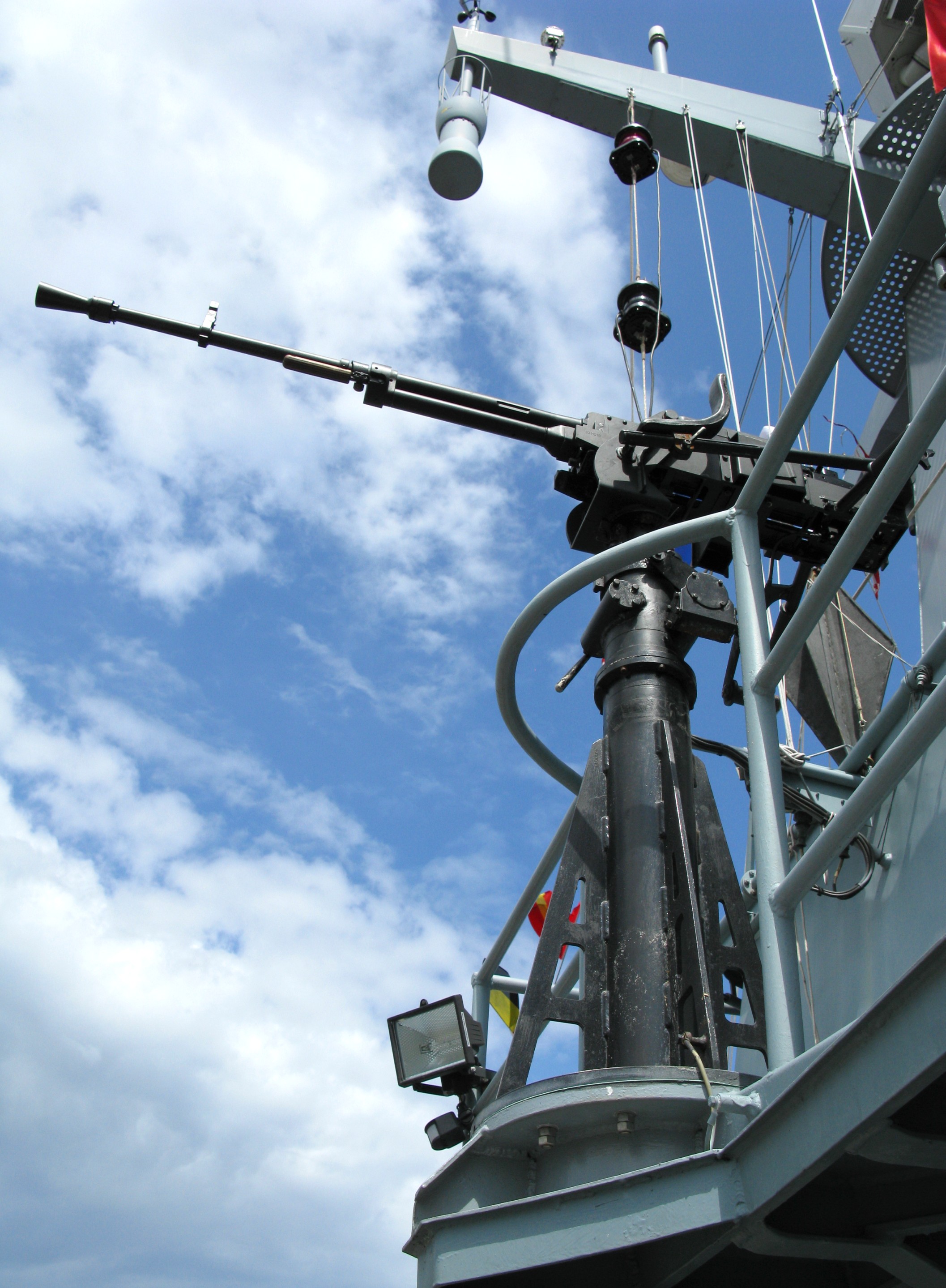
ポーランド海軍の艦艇に搭載されたNSV
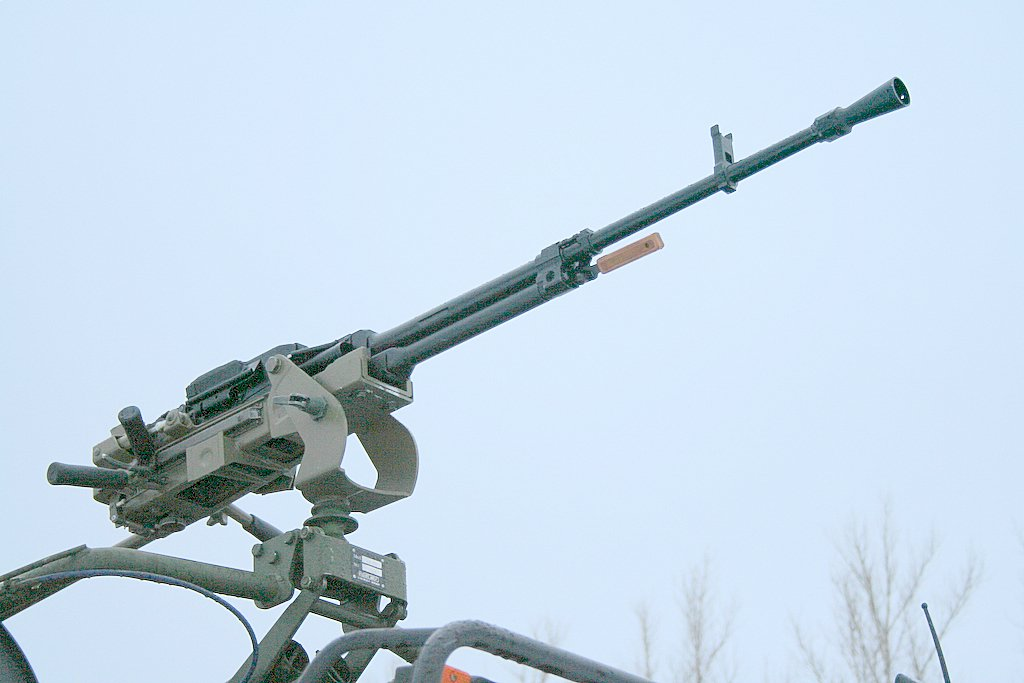
Sisu XA-180の銃架に搭載されたNSVT重機関銃
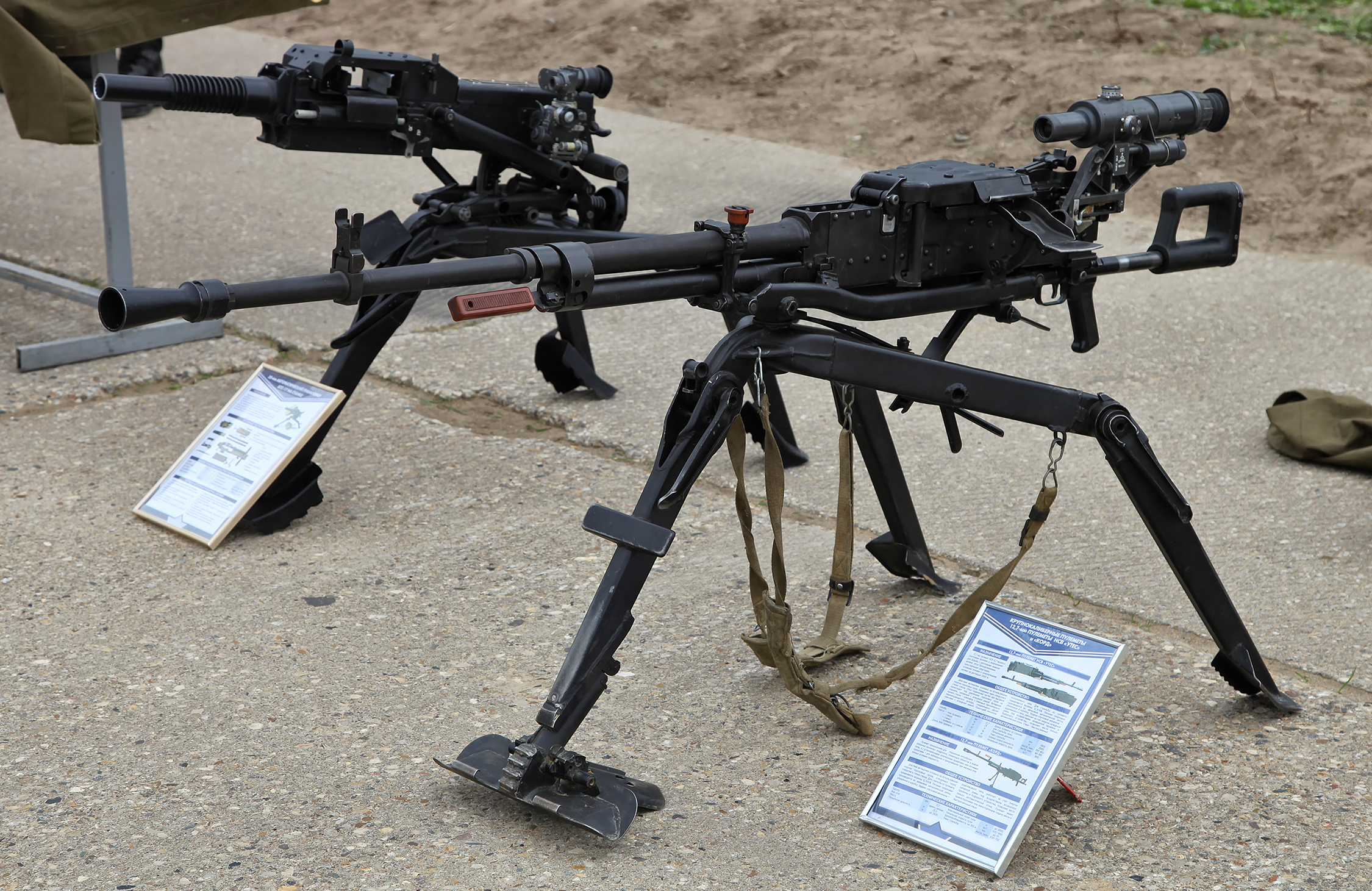
NSVの三脚架（前）
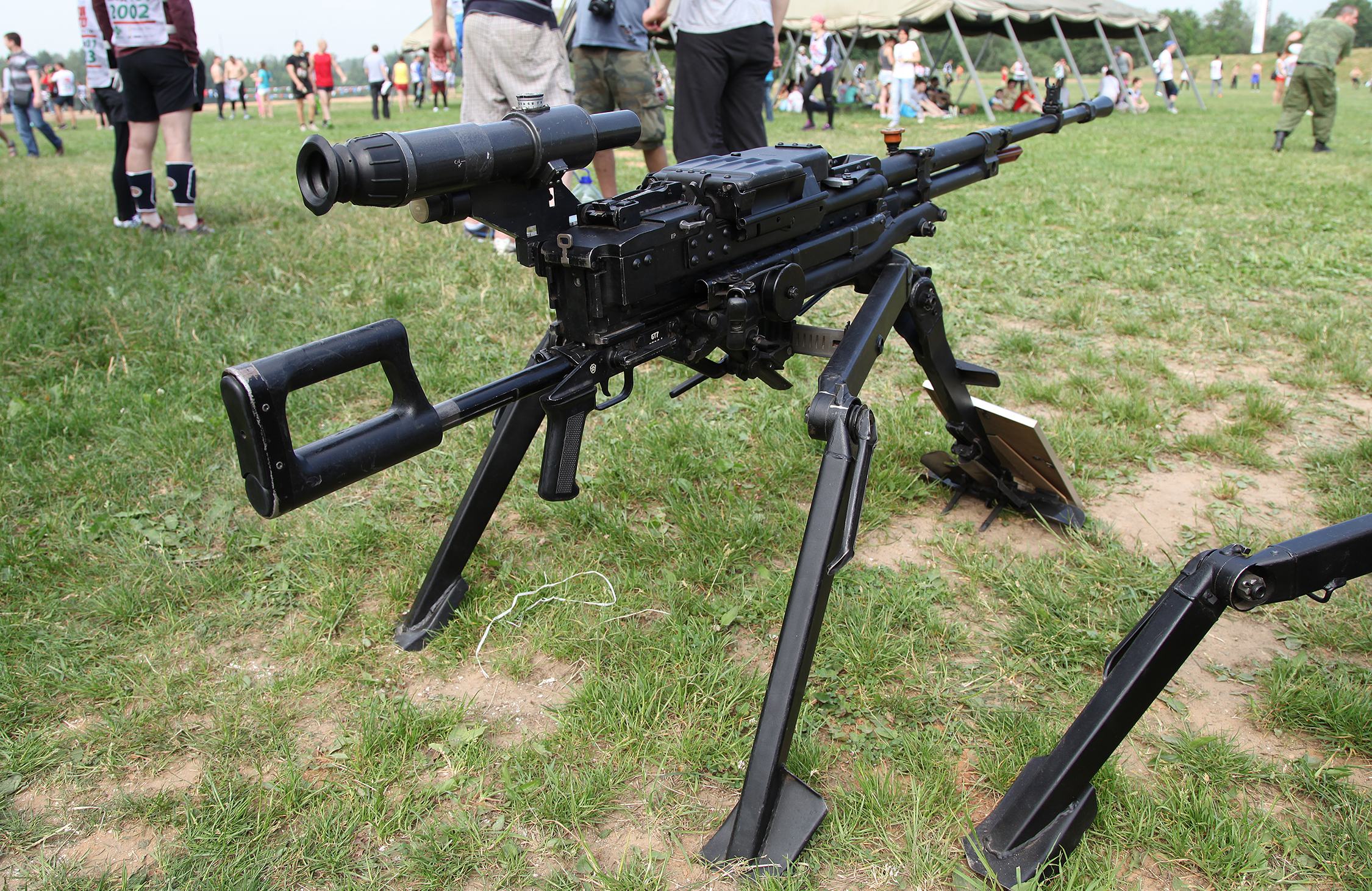
NSVの三脚架（後）